# إدوارد إتش بلامر
إدوارد إتش بلامر (بالإنجليزية: Edward Hinkley Plummer) هو ضابط أمريكي، ولد في 24 سبتمبر 1855 في إلكريدج في الولايات المتحدة، وتوفي في 11 فبراير 1927 في باسيفيك غروف في الولايات المتحدة.